# 陈宜中
陳宜中，字与权，浙江温州永嘉县人，景定三年壬戌科進士、廷试第二名，是南宋末年的宰相。

## 生平
少家貧，为太学生，和同学黄镛（福建莆田人）、林则祖等6人联名上书攻击丁大全。丁大全暗使监察御史关衍弹劾宜中，取消其太学生资格。谪为建昌军，时称「六君子」。
景定三年（1263年）廷试第二，任绍兴府推官校书郎。依附權臣贾似道，迁监察御史，贾似道授意他参劾程元鳳。
德祐元年初（1275年）蒙元占领建康；春，賈似道被革職，謝太皇太后任命陳宜中為右丞相。殿前指挥使韩震提議迁都，陳宜中将其骗到自己家中诛杀。陳宜中组织宋軍反攻，收复江南大片失地。
德祐元年七月，宋軍兵败焦山。太学生刘九皋等人伏阶上书陈列陈宜中过失数十条：“宰相当出督而畏缩犹豫，第令集议而不行。”“张世杰步兵而用之于水，刘师勇水兵而用之于步，指授失宜，因以败事，臣恐误国不止于一似道矣！”陈宜中知道後，愤而弃职而去。後由其母親說服回朝，任右丞相。
德佑元年十二月，宜中派将作监柳岳前往元军大营求和，伯颜不肯，又派正少卿陆秀夫前往，请求称臣纳币，伯颜也不答应。
德祐二年正月，元军至臬亭山（浙江杭州市东北郊）。正月十八日，謝太皇太后派大臣杨应奎向元军献上降表和传国玉玺，元朝要求与宰相会谈，陈宜中当夜逃离临安，逃往温州，漂泊在海上。
德祐二年五月，陈宜中等于金华拥立赵昰为帝，是为宋端宗，组织宋末行朝继续抵抗。
德祐二年十一月，元军進福建，福州知府王刚中投降。陈宜中与张世杰将端宗护送到海上继续南下，景炎二年七月，退到橫琴島、澳門一帶。
南宋滅亡之時，陳宜中於占城（今越南境内），过吴川极浦亭，曾赋诗明志：“顛風吹雨過吳川，極浦亭前望遠天。有路可通環嶼外，無山堪並首陽巔。溪雲起處潮初長，夜月高時人未眠。異日北歸須記取，平蕪盡處一峰圓。”並希望可以向占城借兵抗元，不果。
至元十九年（1282年），元朝軍隊進攻占城時，陳宜中再逃往暹国（暹羅），並於當地終老。近年有人以《漳浦積美趙氏譜序》等文章考證，認為陳宜中曾試圖參與崖门海战，甚至在其後仍在華南一帶進行抗元活動。
陳宜中一直在海上的海外組織抵抗，元朝也沒有停止過對宋抗元力量的絞殺。《元史》記載，直到1285年元朝還在頒布 「追捕帝昺及陳宜中」指令。

## 十字門海戰
十字門海戰，又稱井澳海戰，澳門與珠海橫琴島交界的十字門，成為宋、元兩軍廝殺的戰場，南宋行朝在此留下一段悲壯而又可歌可泣的故事。當時宋軍在左丞相陳宜中及樞密副使張世傑的指揮下堅守十字門，與元軍多個主力輪番大戰，持續一個多月，最後以宋軍堅守十字門一帶陣地為告終。
1276年（宋景炎元年），南宋端宗趙昰、楊太后與衛王趙昺、左丞相陳宜中、右丞相陸秀夫、張世傑率領軍民约48萬人（包括君臣家眷和地方勤皇義士）及戰船1,000艘離開福州，從水路南撤廣東尋求出路，於次年十月移駐香山縣南十字門。富豪馬南寶、高添、趙若舉等當地人士到井澳（大橫琴島）謁見端宗，帶頭獻糧饗軍，並募集民軍勤皇。不久，元軍探知宋軍下落，立即發動攻擊。劉深率領自福建追來的元軍，和以十字門為中心展開戰場佈署的宋軍爆發了海戰，在一個多月內打了四仗。 
第一仗，井澳初戰。時在十一月中旬，元水師突襲井澳，進行試探性進攻，獲勝後撤走。
第二仗，香山島血戰。時在十一月下旬，元將哈喇歹、宣撫使梁雄飛、招討使王天祿合兵圍攻香山島南端的濠鏡澳（今澳門）。宋軍大敗，被奪去大批戰船和軍資器械。陈宜中、张世杰带领数千官兵和800艘战船突围而出，急护端宗北逃秀山（今虎门虎头山）。途中获知广州已失守，折返中又遇大风覆舟。 
戰事未完，又遇天災。十二月丙子日，颶風吹襲十字門，無數船隻翻沉，半數宋軍被滔天巨浪卷走，大部分軍士溺死江中。 
第三仗，井澳反擊戰。時在十二月中旬，元將劉深襲井澳。元軍戰船從路環島南北兩邊水道反覆向西猛攻停泊在大小橫琴之間水道岸邊長50丈分外顯眼的御船，被駐守在了哥崖一帶的宋軍矢石火炮所阻。宋師順風放火反攻，擊退元軍，取得一次難得的勝利。
第四仗，谢女峡（小横琴岛）追逐战。时在十二月下旬。刘深重整队伍攻谢女峡，宋军溃败向大洋逃跑。元军追至七洲洋（今澳门东北部九洲洋），再夺宋船200艘，并误俘的帝舅俞如珪为端宗，元军放弃追捕。
儘管一年后，宋軍最後在新會崖門戰敗於元軍，10萬餘軍民與宋帝一起投海殉難，但陳宜中因寧死不降的忠君思想继续抗元。

## 家族
弟陈自中，大都督行军司马。 提兵拒守闽浙交界分水关， 护送秀王赵与择入闽，自中于分水关阻击南侵的元军十餘日，多次給蒙古铁骑迎头痛击。最後「食盡援絶，軍帥欲降之，不從，朝服南向，再拜而死」，追封温國公，諡康順。
明定天下，太祖慕宋相陳宜中為人，欲厚禮貸其裔還。陳氏子孫固辭。乃為祠浙里，歲時遣祭。宋史列傳并存陳自中事跡，暹羅有兄弟後人。

## 評價
- 《宋史》评：“陈宜中心存社稷，忠贞事君。”
- 《温州历代名人故事》连环画第五辑《陈宜中》：“温州历史上第一位丞相、宋朝最后一位丞相、伟大民族英雄和爱国主义者陈宜中。”

## 争议
“元朝要求与宰相会谈，陈宜中大惧当夜逃离临安，逃往温州，漂泊在海上。” 南宋精英全部汇合温州，必然是有计划的。 陈宜中与张世杰同一天带兵撤离，陆秀夫也是撤离的。（见《元史》）

## 紀念
今福建福州的林浦泰山宮主殿供奉趙構、趙昰、趙昺，側殿供奉陳宜中、陸秀夫、文天祥、張世傑諸臣。每年正月舉行「出宮行鄉」，將他們抬出宮外，家家設宴祭拜，延續至今。